# Stazione di Lonigo
La stazione di Lonigo è una fermata posta sulla linea ferroviaria Milano-Venezia, alla progressiva chilometrica 177+305 da Milano Centrale, nel comune vicentino di Lonigo al confine con Locara frazione del comune di San Bonifacio.

## Storia
Inaugurata come stazione il 3 luglio 1849, contestualmente all'apertura della ferrovia Milano-Venezia, la località distava circa 6 km dall'omonimo abitato; per tale motivo, nel 1882 venne attivata una diramazione della tranvia San Bonifacio-Lonigo-Cologna Veneta.
Alla soppressione di quest'ultima, nel 1937, il comune di Lonigo si fece carico della riapertura del collegamento con la stazione, che fu dunque ripristinato come ferrovia Lonigo-Lonigo Città rimanendo in esercizio fra il 1950 e il 1965.
Durante gli ultimi giorni del 2023 il fabbricato viaggiatori è stato completamente demolito per lasciare spazio alla sede dei binari della nuova linea alta velocità Milano-Venezia. Il fabbricato viaggiatori sarà interamente ricostruito.

## Strutture e impianti
Dopo la soppressione del terzo binario utilizzato per le partenze verso Lonigo Città e la trasformazione in fermata, l'impianto dispone dei due soli binari di corsa.
All'esterno lo scalo è dotato di un parcheggio per le automobili e uno, parzialmente coperto, per le biciclette.

## Movimento
La stazione è servita da treni regionali svolti da Trenitalia nell'ambito del contratto di servizio stipulato con le regioni interessate.

## Servizi
- Sottopassaggio
- Sala di attesa
- Biglietteria self-service (aperta 24/24h)
- Bar
- Parcheggi di superficie

## Movimento
La fermata ferroviaria è servita dalle corse regionali svolte da Trenitalia nell'ambito del contratto di servizio stipulato con la Regione Veneto.